# Sonderbund

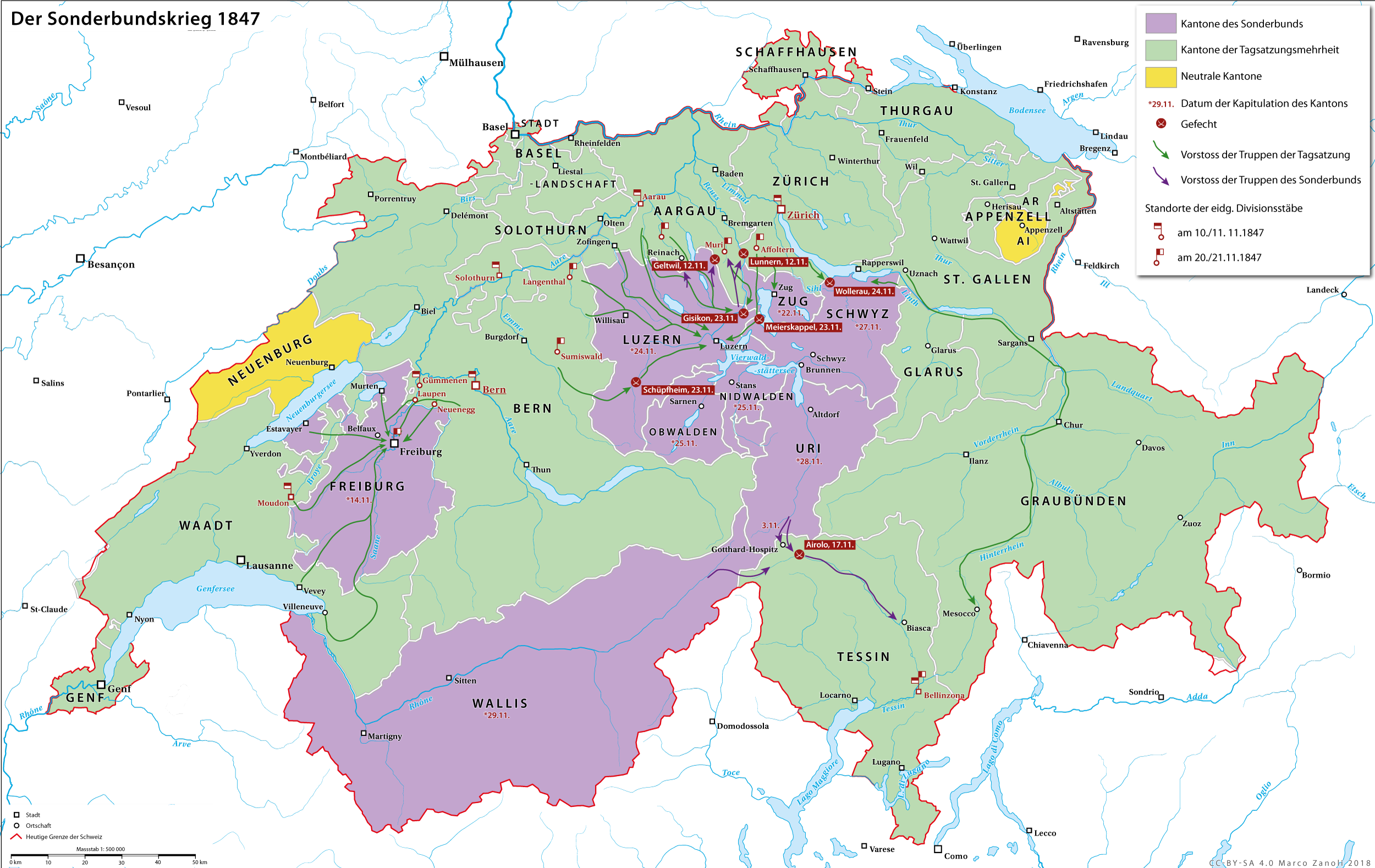
Der Sonderbundskrieg von 1847

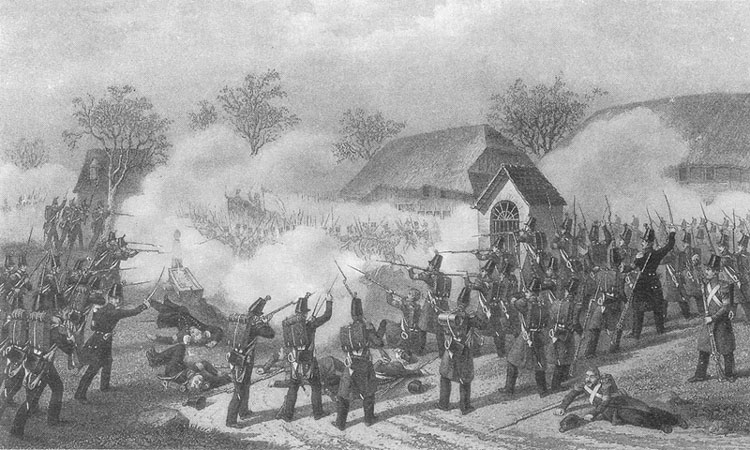
Schlacht bei Geltwil

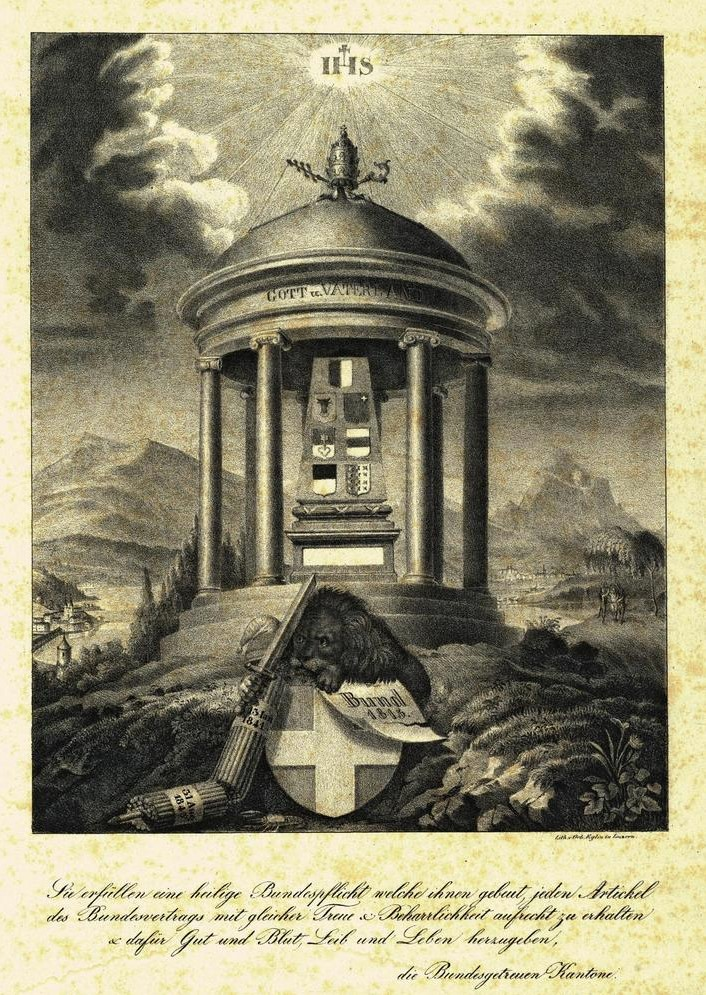
Propagandablatt auf den Sonderbund aus Luzern, 1845

Der Sonderbund war ein Verteidigungsbündnis der sieben katholischen Schweizer Kantone Luzern, Uri, Schwyz, Unterwalden, Zug, Freiburg und Wallis und bestand von 1845 bis 1847; andere katholische Kantone wie Solothurn und Appenzell Innerrhoden schlossen sich nicht an.

## Vorgeschichte
In den Regenerationsjahren 1830–31 hatten elf Kantone ihre Verfassung zu einer liberal-repräsentativen reformiert. Das nächste liberale Ziel war die Revision des Bundesvertrages von 1815. Dies führte nach der Restauration zu Verfassungskämpfen zwischen den Liberal-Radikalen und den Konservativen und 1832 zur Bildung von zwei ersten überkonfessionellen Sonderbündnissen, dem Siebnerkonkordat und dem Sarnerbund. Durch den Aargauer Klosterstreit (1841–43) und die Jesuitenfrage, die Berufung von Jesuiten nach Luzern durch die ländlich-demokratischen Kreise um Josef Leu, wurden die Gegensätze verschärft und bekamen zusätzlich eine konfessionelle Dimension. 
In der neuen Luzerner Kantonsverfassung von 1841 hatten die städtischen Liberalen unter dem Druck der ländlich-konservativen Demokraten einem Kompromiss zugestimmt, mit dem der bisher demokratisch-repräsentative Freistaat – als einer der ersten Schweizer Kantone – zu einem modernen direktdemokratischen wurde, in dem die Volkssouveränität und der Volkswille das höchste Gesetz darstellten. Den direkten Auslöser für die Gründung des Sonderbundes von 1845 bildeten die zwei Freischarenzüge von bernischen und aargauischen Freiwilligen gegen den Kanton Luzern, um dort eine liberale Regierung an die Macht zu putschen.

## Sonderbund
Der am 11. Dezember 1845 in Luzern gegründete Sonderbund sollte, als sogenannte Schutzvereinigung, die Interessen der katholisch, ländlich, konservativ und föderalistisch, direktdemokratisch geprägten Kantone gegen den zunehmenden Einfluss der städtischen, protestantischen und liberalen Kräfte, die eine stärkere Einheit des Staatenbundes Schweiz in Richtung Bundesstaat anstrebten, wahren. Es wurde ein Kriegsrat mit je einem Abgeordneten der sieben Kantone gebildet, der Truppen zur Verteidigung aufbieten und über sie verfügen konnte. Als Präsident des Kriegsrats wurde der Luzerner Regierungsrat Constantin Siegwart-Müller und als Sekretär der Luzerner Staatsschreiber Bernhard Meyer gewählt. Die Notwendigkeit des Bündnisses wurde der Bevölkerung der sieben Stände mit der Verteidigung der katholischen Religion und dem Schutz der „alten Freiheiten“ erklärt. Vertreter des Sonderbundes reisten zu Verhandlungen zur Wahrung der katholisch-konservativen Interessen nach Paris, Turin und Wien.
Die Gründung des Sonderbundes verschärfte den Konflikt zwischen den liberalen und konservativen Kräften in der Schweiz erheblich, da er Erinnerungen an frühere katholische Sonderbündnisse wie etwa den Goldenen oder Borromäischen Bund weckte. Ausserdem war nach Paragraph 6 des Bundesvertrages von 1815 die Bildung von Bündnissen unter den Kantonen zum Nachteil anderer Kantone untersagt: § 6. Es sollen unter den einzelnen Kantonen keine, dem allgemeinen Bund oder den Rechten anderer Kantone nachtheilige Verbindungen geschlossen werden. Sobald die Existenz und der Inhalt des anfangs geheim gehaltenen Bündnisses bekannt wurde, beantragte Zürich im Sommer 1846 bei der Tagsatzung, den Sonderbund gemäss Bundesvertrag für aufgelöst zu erklären. Der Antrag erhielt aber erst die erforderliche Mehrheit der Stimmen der Kantone, nachdem im Juli 1847 in Genf und St. Gallen die liberale Partei an die Macht gekommen war. Zusätzlich wurde eine Revision des Bundesvertrages und die Ausweisung des Jesuitenordens aus der Schweiz beschlossen. 
Die sieben Sonderbundskantone hofften auf militärische Unterstützung aus dem ebenfalls konservativ gesinnten Österreich und liessen den Konflikt eskalieren. Deshalb entschied sich die Tagsatzung zu Bern am 4. November 1847 zur Anwendung von Waffengewalt. Der Sonderbundskrieg von 1847 endete mit der Niederlage der konservativen Kantone und der Auflösung des Sonderbundes. Eine Intervention ausländischer Mächte wurde durch die inneren Probleme in den führenden konservativen Staaten Österreich und Preussen verhindert. Zu nennen wären etwa die Hungersnot im Winter 1847 (Kartoffelrevolution in Berlin) und die aufkeimenden politischen Unruhen, die zur Märzrevolution 1848 führten.